# Arthur Cadre
Arthur Cadre (né en 1991), également connu sous le nom de Lil Crabe, est un danseur, contorsionniste, chorégraphe, mannequin, metteur en scène et ancien architecte français.

## Biographie
Il grandit à Perros-Guirec (Côtes-d’Armor). Son père est champion de planche à voile et a participé aux Jeux olympiques de Séoul et sa mère a joué dans l’équipe de France de volley-ball. Inspiré par le clip de Freestyler (en) du groupe Bomfunk MC's, il se lance dans la culture hip-hop et breakdance. En 2007 et 2015, il apparaît dans l’émission La France a un incroyable talent. 
De 2011 à 2015, il vit à Montréal, où il décroche un diplôme d’architecte.
En 2022, il est parmi les 30 jeunes entrepreneurs de moins de 30 ans qui comptent selon le magazine américain Forbes, pour ses contributions dans le domaine de l'art et de la culture.
En 2024, il tient le rôle principal dans le spectacle de la cérémonie de clôture des Jeux olympiques d'été de 2024 mis en scène par Thomas Jolly. Il y tient le rôle du Golden Voyageur, un personnage central de la mise en scène artistique de la cérémonie,,,,.

## Distinctions
- Chevalier de l'ordre des Arts et des Lettres (2025)